# Fuori di specie
Fuori di specie (titolo originale: Endangered Species) è una serie animata canadese prodotta da Nerd Corps Ertertainment. La serie è composta da 26 episodi, ognuno della durata di 22 minuti.
In Canada viene trasmessa dal 3 marzo 2015 su Teletoon,. mente in Italia il primo episodio viene trasmesso in anteprima il 5 aprile su K2, per poi iniziare la trasmissione regolare dal giorno successivo.

## Trama
Lo scoiattolo Merl, il gabbiano Gull è il coniglio Pickle vivono insieme nel tronco di un albero in mezzo ad un parco.

## Personaggi
- Merl, uno scoiattolo dal carattere irascibile e spesso negativo, che parla con l'accento spagnolo, goloso di ghiande
- Gull, un avventuroso gabbiano
- Pickle, un coniglio di colore giallo